# 马诺利斯·格列索斯
马诺利斯·格列索斯（希腊语：Μανώλης Γλέζος；1922年9月9日—2020年3月30日）是一名希腊左翼政治家、作家、民族英雄，因他在二战希腊抵抗运动中的表现而知名。
1941年5月31日，年仅18岁的马诺利斯·格列索斯和一位伙伴从雅典卫城上撕下德国法西斯的卐字旗，升起了希腊的旗帜，揭开了希腊抵抗运动的序幕。格列索斯的一生充满传奇，他曾经被三次判处死刑，在监狱里呆了十年，写了六本书，头像印在了苏联邮票上，改进了洪水预防和灌溉系统，被授予了地质、土木工程和哲学的荣誉教授学位。1959年，中国《人民日报》曾发表社论《释放格列索斯！》，要求当时的希腊政府释放其逮捕的格列索斯。
格列索斯曾先后加入希腊共产党、统一民主左翼、泛希腊社会主义运动、运动和生态左翼联盟、激进左翼联盟等政党。2002年，格列索斯创建了左翼政党行动公民，并一直担任该党领袖。
格列索斯多次当选希腊议会议员，还一度出任欧洲议会议员。
格列索斯在2014年接受采访时说，他至今相信，是斯大林出卖了希腊共产党，让希腊人民身陷水火。他自称仍然信仰共产主义，但拒绝斯大林主义。格列索斯回忆，1963年，作为二战英雄，他受邀前往克里姆林宫，接受赫鲁晓夫颁发的、印有自己头像的邮票。“为什么苏联红军在1944年时到达了保加利亚和罗马尼亚，却停在了希腊边境？”格列索斯当时以为，同为苏联最高领导人的赫鲁晓夫能够解答困扰自己多年的问题。“对方反问，‘你为什么拒绝斯大林主义？’他回答，‘因为斯大林的表现不像共产主义者，他参与了对世界的瓜分，将希腊拱手让给了英国。斯大林是希腊共产主义失败的根源。’”据格列索斯描述，赫鲁晓夫始终没有公开表达什么，只是坐在那里静静地倾听。
2020年3月30日，格列索斯在雅典逝世，享年97岁。希腊共产党和古巴驻希腊大使馆对他的逝世表示深切的哀悼。